# Погодин, Михаил Андреевич
Михаил Андреевич Погодин (1916 — 18 апреля 1984) — передовик советского железнодорожного транспорта, старший машинист локомотивного депо Куйбышев Куйбышевской железной дороги, Куйбышевская область, Герой Социалистического Труда (1959), почётный гражданин города Самары (1977).

## Биография
Родился в 1916 году в городе Самаре в русской семье.
В 1934 году начал свою трудовую деятельность, стал работать в локомотивном депо Самаро-Златоустовской железной дороги, которая в 1936 году была переименована в железную дорогу имени В. В. Куйбышева. До 1937 года, когда был призван в ряды Красной армии, Михаил Андреевич трудился помощником машиниста. В 1940 году уволившись в запас с военной службы, вернулся в Самару и продолжил свою трудовую деятельность в депо. Отличался дисциплинированностью и в 1941 году был назначен машинистом локомотива.
В годы Великой Отечественной войны и в послевоенные годы Погодин управлял грузовыми составами повышенной грузоподъёмности. Постоянно числился передовым машинистом Куйбышевского депо. После проведения электрификации железнодорожной магистрали в середине 1940-х годов, Погодин быстро освоил управление электровозом и стал работать на новых современных электрических локомотивах.
За выдающиеся успехи, достигнутые в деле развития железнодорожного транспорта, Указом Президиума Верховного Совета СССР от 1 августа 1959 года Михаилу Андреевичу Погодину было присвоено звание Героя Социалистического Труда с вручением ордена Ленина и золотой медали «Серп и Молот».
С 1971 года Погодин стал работать инструктором производственного обучения — передавал свои знания и навыки молодым железнодорожникам.
Михаил Андреевич избирался депутатом Верховного Совета РСФСР V созыва (1959—1963 гг). В 1977 году ему было присвоено звание «Почётный гражданин города Куйбышева».
Проживал в городе Куйбышеве (ныне Самара). Умер 18 апреля 1984 года.

## Награды
За трудовые успехи удостоен:
- золотая звезда «Серп и Молот» (01.08.1959),
- орден Ленина (1.08.1959),
- две медали «За трудовую доблесть» (01.04.1951, 28.05.1960),
- Почётный гражданин Самары (1977),
- другие медали.